# Präfekt (Frankreich)

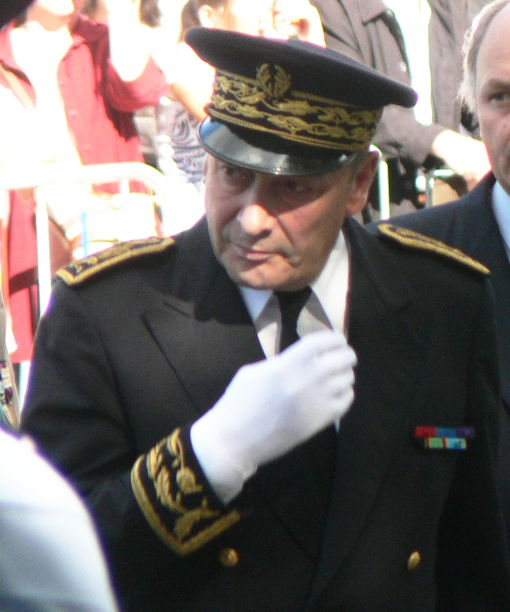
Der Präfekt Michel Morin in Uniform mit Bandschnalle

Ein Präfekt (französisch Préfet) ist in Frankreich als Vorsteher einer Präfektur, in der Regel auf der Ebene eines Départements, der dortige oberste Repräsentant des Zentralstaates. Er trägt militärische Uniform und hat einen militärischen Rang.

## Wortherkunft
Der Begriff stammt von lateinisch praefectus, von praeficere „vorsetzen“ und ist im allgemeinen Wortsinn ein Vorsteher oder Vorgesetzter.

## Funktion des Präfekten

Die Präfekturen Frankreichs (ohne Überseegebiete)

Die Funktion eines französischen Präfekten geht auf die Zeit Napoleons zurück, der das Amt im Jahr 1800 einführen ließ, mit Bezugnahme auf den Präfekten im Römischen Reich. Der Präfekt stellte den verlängerten Arm der Zentralregierung in den französischen Départements dar und war mit weitreichenden Kompetenzen ausgestattet, die es ihm erlaubten, sein Departement nach den zentralstaatlichen Richtlinien alleine zu verwalten. Diese Struktur blieb auch nach der Restauration der Bourbonen 1814/1815 bestehen.
Der Präfekt war bis 1982 der höchste Verwaltungsbeamte eines Départements. Seit den Dezentralisierungsgesetzen jenes Jahres, die aus den vormaligen schlichten Verwaltungsuntergliederungen Département und Gemeinde vollwertige Gebietskörperschaften mit eigenem Wirkungsbereich machten, wird die Verwaltung der Départements vom gewählten Präsidenten des Départementrates geleitet. Der Präfekt ist allerdings weiterhin Vertreter des französischen Staates im Département und wird daher auch heute noch vom Staatspräsidenten ernannt.
Als Leiter der gesamten dekonzentrierten Staatsverwaltung im Département untersteht dem Präfekten ein Mitarbeiterstab von bis zu tausend Personen, deren Aufgaben zum Beispiel in der Erstellung von Führerscheinen, Reisepässen, Kraftfahrzeugzulassungen und so weiter besteht; als Repräsentant des Zentralstaats kommen ihm insbesondere weitreichende Polizeibefugnisse zu (Chef der dem Verteidigungsministerium unterstehenden, im Département befindlichen Brigaden der paramilitärischen Gendarmerie nationale, Chef der dem Innenministerium unterstehenden, im Département befindlichen Police nationale sowie deren Gliederungen: der Bereitschaftspolizei CRS und der dem Befehl des Magistrats unterstehende Kriminalpolizei Police judiciaire). Ferner kann er die Unterstützung des Inlandsgeheimdienstes Direction centrale du renseignement intérieur (DCRI) anfordern. In diesem Zusammenhang koordiniert der Präfekt städtische und kommunale Polizeikräfte in seinem Département, die dem jeweiligen Bürgermeister unterstehen. Zudem obliegt dem Präfekten die mit der Dezentralisierung erforderlich gewordene Kommunalaufsicht. Er besitzt auch Befugnisse in der Entwicklungsplanung.

## Rechte und Pflichten
Als Vertreter des Staates und ausführendes Organ der Politik wird vom Präfekten absolute Loyalität gegenüber der Zentralregierung in Paris gefordert. Dies erklärt, warum nur treue Weggefährten des jeweiligen Staatspräsidenten von diesem auf vakante Präfekturen berufen werden.
Den Präfekten stehen eine Dienstwohnung (in der Präfektur) und ein Dienstwagen zur Verfügung. Sie dürfen ihr Département nur mit Genehmigung des Staatspräsidenten verlassen, da sie in Not- oder Katastrophenfällen mit der Koordination und Leitung aller Sicherheits- und Rettungsdienste betraut sind.

## Sous-préfet und Préfet de région
Die Leitung der Arrondissements obliegt Unterpräfekten (französisch sous-préfets), die ihren Sitz in der Unterpräfektur (französisch sous-préfecture) haben. Die Verwaltung des Arrondissements, in dem der Hauptort des Départements liegt, wird in Personalunion vom Präfekten des Départements (also ohne eigenen Unterpräfekten) geleitet.
An jenen Orten, die zugleich Präfektur, also Hauptort einer Region sind, vertritt der Präfekt als Regionalpräfekt (französisch préfet de région) auch die Interessen des Staates gegenüber den Organen der Region.